# Elena Runggaldier
Elena Runggaldier é uma saltadora de esqui e esquiadora de fundo italiana que representa a Gruppi Sportivi Fiamme Gialle.